# Taschachwand
De Taschachwand is een 3358 meter hoge bergtop in de Ötztaler Alpen in het Oostenrijkse Tirol.
De berg ligt in de Weißkam en wordt omgeven door het ijs van de Taschachferner. De berg ligt in een kam die zich vanaf de 3482 meter hoge Petersenspitze in noordoostelijke richting uitstrekt, om na de Taschachwand in westelijke richting af te buigen.
De klim van de 600 meter hoge besneeuwde ijswand kent steile stukken tot 55 graden. Deze specifieke klim werd voor het eerst ondernomen in 1940 door de Oostenrijkse klimmer Karl Prusik, naar wie ook de prusikknoop is vernoemd. De top is vanaf de berghut Taschachhaus in ongeveer tweeënhalf uur te bereiken.